# Eugenio Berríos
 Eugenio Berríos (* 14. November 1947 in Santiago de Chile; † 1995 in Montevideo) war ein chilenischer Biochemiker und Mitglied der Dirección de Inteligencia Nacional (DINA).

## Leben und Wirken
Berríos studierte 1967 Biochemie an der Universidad de Concepción und wurde 1974 Mitglied der DINA unter dem Codenamen „Hermes“. Er stellte im Jahr 1976 den Sprengstoff der Autobombe für die Ermordung von Orlando Letelier her. Im April 1976 synthetisierte Berríos die chemische Waffe Sarin, das laut seinem Mitarbeiter Michael Townley zur Ermordung des Leiters der Staatsarchive Renato León Zenteno und des chilenischen Korporals Manuel Leyton verwendet wurde. Das Sarin stellte er zusammen mit Townley und Gerardo Huber her. Möglicherweise war Berríos 1982 an der Ermordung von Frei Montalva beteiligt, die im Jahr 2009 durch die chilenische Justiz als absichtliche Infektion mit Staphylococcus aureus bewertet wurde.
Berríos war Leiter des Proyecto Andrea, das im Auftrag Augusto Pinochets Sarin und die biologischen Waffen Bacillus anthracis (Anthrax) und Clostridium botulinum (Botulinum) herstellen sollte. Laut Manuel Contreras produzierte er in Pinochets Auftrag Kokain für den US-amerikanischen Markt in einer militärischen Einrichtung in Talagante. Laut Manuel Contreras zahlte die Nachfolgeorganisation der DINA, CNI, von 1978 bis 1990 den Mitgliedern der Gruppe Patria y Libertad, Mariana Callejas (Townleys Ehefrau), Francisco Oyarzún, Gustavo Etchepare und Berríos monatliche Geldbeträge.
Während der Transition in Chile wurde er im Oktober 1991 im Zuge der Operation Silencio wegen Beteiligung an der Ermordung von Orlando Letelier im Jahr 1976 und der Beteiligung an der Ermordung von Carmelo Soria polizeilich gesucht und setzte sich mit Hilfe des chilenischen Militärnachrichtendienstes DINE über Argentinien nach Uruguay ab. Ein anonymer Brief an die uruguayischen Behörden im Jahr 1993 bestätigte seinen dortigen Aufenthalt.
Berríos Leiche wurde 1995 in Montevideo am Strand gefunden und anhand der Zähne identifiziert, ein paar Jahre später auch per DNA-Analyse. Laut der Tochter von Carmelo Soria war der Chilene Eduardo Aldunate Hermann, stellvertretender Leiter der UN-Mission MINUSTAH in Haiti, an der Ermordung Berríos beteiligt. Im Jahr 2010 wurden in Chile drei uruguayische Offiziere für die Ermordung Berríos zu Haftstrafen verurteilt. Laut Contreras war Berríos hingegen 2006 noch am Leben gewesen, arbeitete zu der Zeit für die Drug Enforcement Administration und habe 2004 die Beerdigung eines Verwandten besucht.

## Rezeption
Der Uruguayische Regisseur Esteban Schroeder drehte den Film Matar a todos, der teilweise auf der Ermordung Berríos beruht. Das Drehbuch wurde aus dem Roman 99 por ciento asesinado des uruguayischen Schriftstellers Pablo Vierci adaptiert.